# Abbey Weitzeil
Abbey Weitzeil (Saugus, 3 de dezembro de 1996) é uma nadadora estadunidense, campeã olímpica.

## Carreira

### Rio 2016
Weitzeil competiu nos 50 metros livre da natação nos Jogos Olímpicos de Verão de 2016, sendo eliminada nas eliminatórias. Nos revezamentos integrou as equipes medalhas de ouro nos 4x100 m medley e de prata nos 4x100 m livre.